# دانیلیو دوکی
دانیلیو دوکی (انگلیسی: Danilho Doekhi؛ زادهٔ ۳۰ ژوئن ۱۹۹۸) بازیکن فوتبال اهل پادشاهی هلند است که در حال حاضر برای باشگاه فوتبال یونیون برلین بازی می‌کند. 
از باشگاه‌هایی که در آن بازی کرده‌است می‌توان به باشگاه فوتبال اکسلسیور، باشگاه فوتبال آژاکس آمستردام، باشگاه فوتبال ویتس‌آرنهم، باشگاه فوتبال یانگ آژاکس و باشگاه فوتبال یونیون برلین اشاره کرد.
وی همچنین در تیم‌های ملی فوتبال زیر ۱۸ سال هلند، زیر ۱۹ سال هلند و زیر ۲۱ سال هلند بازی کرده‌است.

## زندگی شخصی
او در جریان بازی جام جهانی فوتبال ۱۹۹۸ بین تیم‌های ملی آرژانتین و انگلیس به دنیا آمد و والدینش نام او را ریموندو، از نام بازیکن بین‌المللی برزیلی، ریموندو سوزا ویرا د اولیویرا گذاشتند. او خواهرزاده بازیکن سابق فوتبال هلندی وینستون بوگارد است و اصالتی ترکیبی هلندی و سورینامی دارد.